# Bol'šoj Jugan
Il Bol'šoj Jugan (in russo Большой Юган?) è un fiume della Russia, nella Siberia occidentale, affluente di sinistra del Ob'. Scorre nei rajon Surgutskij e Neftejuganskij del Circondario autonomo degli Chanty-Mansi-Jugra (Oblast' di Tjumen').
La parola Jugan in lingua chanti vuol dire "fiume", quindi il toponimo Bol'šoj Jugan (grande fiume), menzionato a partire dal XIX sec., sta a indicare il fiume principale del bacino.

## Descrizione
Il Bol'šoj Jugan ha origine dalle paludi di Vasjugan e scorre con direzione mediamente settentrionale con andamento sinuoso e corso ricco di meandri, in una regione piatta e paludosa. Ci sono circa 8000 laghi nel suo bacino, la cui superficie totale è di 545 km². Riceve molti affluenti, di cui il maggiore è il Malyj Jugan, che confluisce dalla destra idrografica. Il fiume si divide in due canali (il principale e più lungo dei quali è quello di sinistra) e sfocia in un rilevante braccio laterale dell'Ob', chiamato Juganskaja Ob' (проток Юганская Обь), a breve distanza dagli importanti centri petroliferi di Surgut e Neftejugansk, che si trova a 38 km. Altri affluenti sono: Nëgus"jach,  Sugmuten"jach e Lokkum"jagun.
La lunghezza del fiume è di 1 063 km, l'area del suo bacino è di 34 700 km². La portata media annua del fiume, a 118 km dalla foce, è di 177,67 m³/s. Scorre in una pianura ondulata e piatta con altezze da 35 a 120 m, ricoperta da una taiga scura di conifere: abete rosso, Cedrus, larice, betulla, ontano e pino.

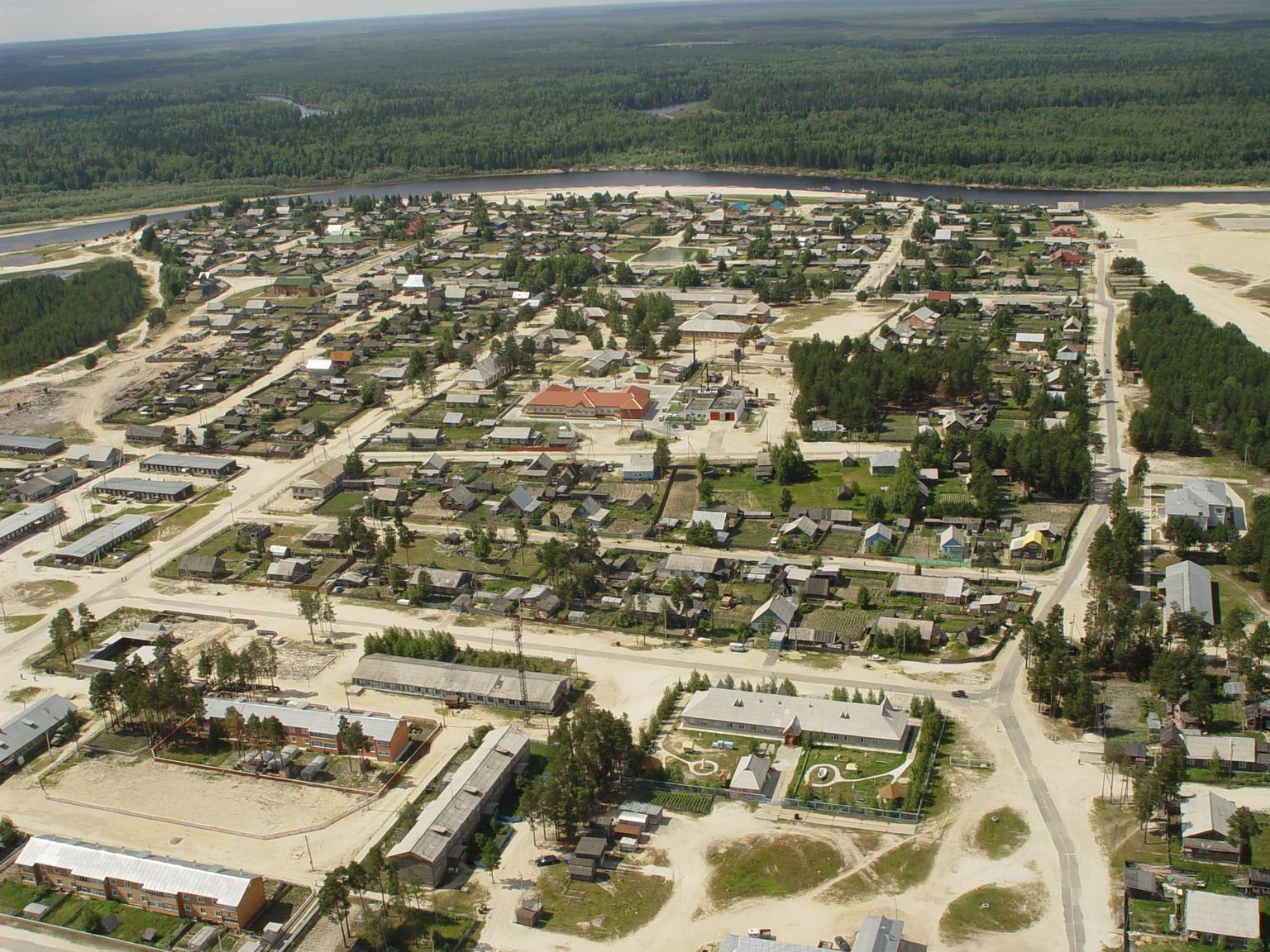
Il villaggio di Ugut lungo il Bol'šoj Jugan

Tra gli insediamenti lungo il corso del Bol'šoj Jugan vi sono: Jugan (Юган), Ugut (Угут) e Kajukobo (Каюково); non ci sono centri abitati di rilievo a causa del terreno paludoso e della rigidità climatica che provoca anche lunghi periodi di congelamento delle acque (in media da fine ottobre - primi di novembre e fine aprile - primi di maggio). La parte orientale del bacino, che comprende l'area sorgentizia del Malyj Jugan, appartiene al territorio della riserva di Jugansk (Юганский заповедник), creata per proteggere gli ecosistemi della taiga non interessati dallo sviluppo industriale.
Nella parte bassa del fiume sono stati scoperti e sono attivi alcuni campi petroliferi: Ombinskoe (Омбинское), Zapadno-Asomkinskoe (Западно-Асомкинское), Ugutskoe (Угутское) e Tajlakovskoe (Тайлаковское). Presso Ugut è stato gettato un ponte autostradale che attraversa il Bol'šoj Jugan per collegare il villaggio con l'autostrada Neftejugansk—Pyt'-Jach.